# Eva-Lotta Härdig Eriksson
Eva-Lotta Härdig Eriksson, född 3 november 1966, är en svensk socialdemokratisk politiker och kommunalråd.
Härdig Eriksson valdes till kommunstyrelsens ordförande i Storfors kommun i december 2022, i det sista styret att bli klart efter riksdagsvalet i Sverige 2022. Hon efterträdde Hans Jildesten i denna funktion.
Härdig Eriksson är också ordinarie ledamot i kommunfullmäktige, ordförande i kommunstyrelsens arbetsutskott och har arbetat som undersköterska.